# Ковнер, Абба
Абба Ковнер (при рождении — Абель Ковнер; принятая в переводах с идиша транскрипция имени — Аба Ковнер; 14 марта 1918, Ошмяны — 25 сентября 1987, кибуц Эйн-ха-Хореш, Израиль) — израильский поэт и прозаик, подпольщик вильнюсского гетто, партизан, лауреат Государственной премии Израиля за 1970 год. Писал на иврите и идише.

## Биография

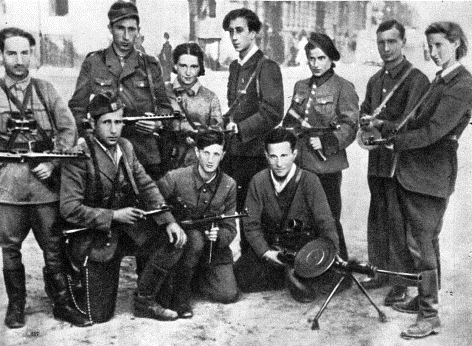
Абба Ковнер (стоит в центре) среди еврейских партизан и подпольщиков гетто, 14 июля 1944 г.

Абель Ковнер родился в Ошмянах 14 марта (по старому стилю) 1918 года в семье торговца кожами Израиля Михелевича Ковнера (1876, Ошмяны — 1934, Вильна) и Рухли (Рохлы, Розы) Берковны Таубман (1885, Соколув-Подляски — ?). У него были братья Гдалья (1911, Вильна) и Михл (1923, Ошмяны). 9 сентября 1927 года переехал с матерью и младшим братом из Ошмян в Вильну (где несколько ранее поселились отец и старший брат), до 1935 года учился в частной гимназии «Тарбут» с преподаванием на иврите (окончил шесть классов). Там же вступил в левосионистскую организацию Ха-шомер ха-цаир. Семья жила по адресу ул. Popławska 7, кв. 1; отец владел магазином на улице Juljusza Klaczki (Ятковой) 13.
Абба Ковнер — двоюродный брат израильского политика-коммуниста Меира Вильнера.
В октябре 1939 года был принят вольнослушателем на первый курс факультета искусств университета Стефана Батория, одновременно 15 декабря 1939 года поступил на ивритские учительские курсы «Тарбут», которые окончил 18 апреля 1940 года.
В январе 1942 года в вильнюсском гетто была создана «Объединённая партизанская организация» (идиш פֿאַראײניקטע פּאַרטיזאַנער אָרגאַניזאַציִע‎), возглавлявшаяся Ициком Витенбергом, Иосифом Глазманом и Аббой Ковнером. Её целями были провозглашены организация массовой самообороны гетто, саботаж, присоединение к партизанам и Красной армии.
После того как 15 июля 1943 года Ицик Витенберг был вынужден сдаться немцам под угрозой уничтожения всего гетто, Абба Ковнер стал руководителем подполья.
В сентябре 1943 года при ликвидации гетто Ковнер с несколькими бойцами ушёл в Рудникские леса, где создал под своим командованием еврейский партизанский отряд, в который входили бойцы из вильнюсского гетто и бригада «Некама» («Месть»). В отряде Ковнер познакомился со своей будущей женой — Виткой Кемпнер.

### После войны
После окончания войны организовал группу диверсантов «Нокмим» («Мстители»), которая убивала нацистов в Европе.
Готовил «план А» по отравлению водопровода в Гамбурге, Мюнхене, Франкфурте и Нюрнберге; впоследствии пытался осуществить «план Б» (ликвидация пленных эсэсовцев в лагерях союзников).
Также работал в организации «Бриха», которая занималась отправкой евреев в Палестину.
В конце 1945 года нелегально приехал в Палестину, вёл переговоры с Бен-Гурионом и Хаимом Вейцманом, на обратном пути в Европу с ядом был арестован британскими властями и заключён в тюрьму в Каире. После освобождения вновь приехал в Палестину и вступил в кибуц Эйн-ха-Хореш.
Тем временем, 13 апреля 1946 три члена организованной им группы отравили хлеб для 12 тыс. немецких военнопленных, в основном эсэсовцев, содержавшихся в лагере военнопленных «Stalag 13» под Нюрнбергом. В результате, пострадали свыше 2200 военнопленных, 207 из них были госпитализированы, но смертельных случаев не имелось.

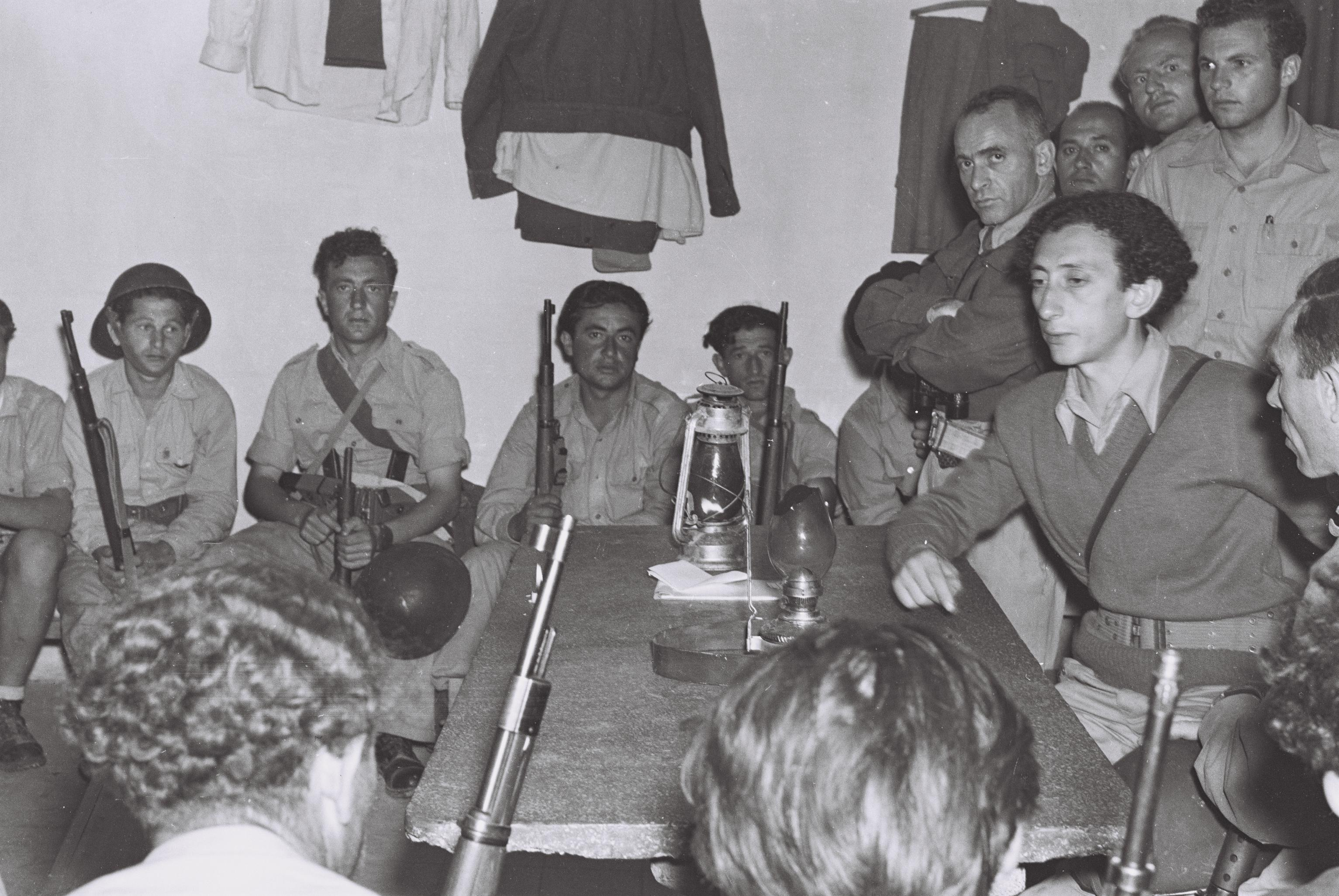
Абба Ковнер (справа) в кибуце Яд Мордехай на совещании Хаганы, 17 мая 1948 г.

Во время Войны за независимость воевал в составе бригады Гивати, редактировал ежедневный боевой листок бригады. В написанных им листовках он называл египтян «гадюками» и «собаками».
В 1961 году Абба Ковнер выступал свидетелем на суде по делу нацистского преступника Адольфа Эйхмана. Он сказал, что впервые узнал о роли Эйхмана в уничтожении евреев в 1941 году от казнённого впоследствии за помощь евреям фельдфебеля вермахта Антона Шмида.
Поэзия А. Ковнера посвящена Холокосту и борьбе еврейского народа за независимость в Эрец-Исраэль. Сборник прозы «Книга свидетельств» рассказывает о судьбе партизан на территории Литвы. Был председателем Союза писателей Израиля, один из основателей Музея памяти М. Анелевича и Музея Диаспоры.
В 1983 году вместе с Синаем Лайхтером и Аароном Виньковецким положил начало многотомному проекту сбора и публикации еврейских народных песен на идише под эгидой Еврейского университета в Иерусалиме (всего вышло 7 томов).

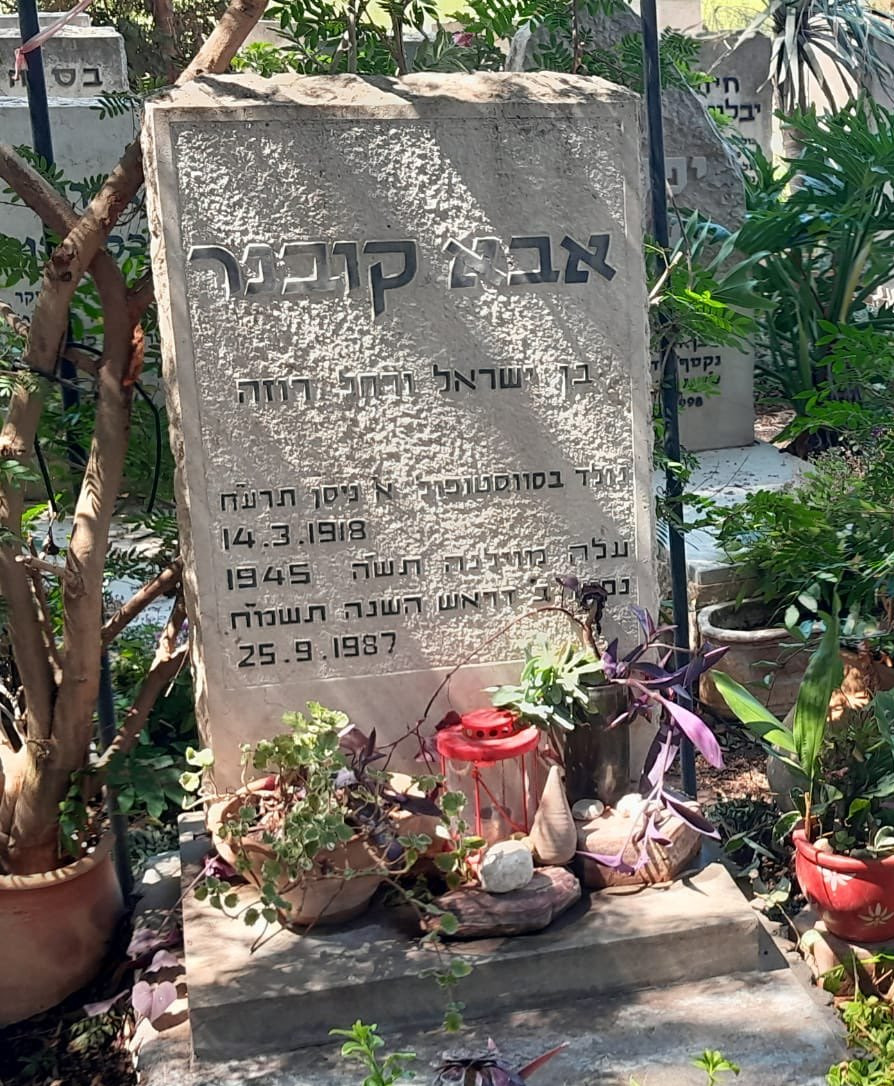
Могила А. Ковнера (Израиль)

## Отражение в культуре и искусстве
- У американской группы Daniel Kahn & the Painted Bird[англ.] есть песня «NAKAM», которая посвящена планам А. Ковнера убить 6 миллионов немцев и предпринятым им попыткам отравить немецких военнопленных и водопровод в нескольких городах Западной Германии[15].